# Kudafinolhu (Haa Alif-atol)
Kudafinolhu is een van de onbewoonde eilanden van het Haa Alif-atol behorende tot de Maldiven.
Het eiland is grotendeels begroeid met bomen en is niet door mensen bebouwd.